# Малюр індиговий
Малюр індиговий (Malurus pulcherrimus) — вид горобцеподібних птахів з родини малюрових (Maluridae).

## Поширення
Ендемік Австралії. Поширений на півдні Західної Австралії та на півострові Ейр. Мешкає в лісових районах із середземноморським кліматом.

## Спосіб життя
Трапляється парами або невеликими зграйками. Пересувається на землі невеликими стрибками, тримаючи довгий хвіст вертикально для рівноваги. Живиться наземними комахами, рідше ягодами та насінням.